# Хари Хилман
непознато
Хари Хилман (енгл. Harry Livingston Hillman Jr.; Бруклин, Њујорк, 14. децембар 1881 — Менхетн, Њујорк, 25. јун 1932) је бивши амерички атлетичар, специјалиста за трчање на средње стазе и трчање са препонама, троструки олимпијски победник 1904. у Сент Луису.
До прве велике титуле Хилман је стигао 1902. освојивши првенство у јуниорској и сениорској конкуренцију на 220 јади са препонама. То је урадио и следеће године, а онда је позван у олимпијску репрезентацију. 
Хилман је био два пута члан олимпијске делегације Сједињених Америчких Државаа на Летњим олимпијским играма 1904. у Сент Луису и 1908. у Лондону.
На Олимпијским играма 1904. у Сент Луису Хилман је учествовао у три дисциплине, 400 м, 200 и 400 метара препоне. Победио је у све три трке и постао један од тројице троструких победника на овим играма. У све три трке поставио је и нове олимпијске рекорде, али у трци на 400 метара са препонама рекорд није признат, јер су препоне биле ниже од прописаних.
Хилман је учествовао на Олимпијским међуиграма 1906. организованим у Атини на десетогодишњицу првих модерних олимпијских игара. Такмичио се само на 400 метара. Стигао је пети због повреде током путовања.